# Slowmotion Apocalypse
Gli Slowmotion Apocalypse sono stati un gruppo melodic death metal della Provincia di Pordenone. La loro musica mescola riff death metal, sonorità classiche del metal e ritmi hardcore.

## Storia dei Slowmotion Apocalypse
La band nasce nel 2002 dall'unione di due gruppi di influenze metalcore differenti: gli "Slapsticks" di Alberto, Ivo e Ivan, e i Todiefor di Tommaso e Nicolas. Dopo una demo del 2002, la band ha riscosso un discreto successo con la pubblicazione, nel 2005 via Tribunal Records, del primo full-length My Own Private Armageddon, che ha portato il quintetto ad esibirsi di supporto a band come Graveworm, Converge, Raised Fist, Ektomorf, Mandragora Scream, Rage e Linea 77. Dopo la ri-pubblicazione dell'album con tre bonus track e un nuovo artwork, il gruppo ha firmato un contratto con l'italiana Scarlet Records.
Nel maggio 2007 è uscito il secondo album dal titolo Obsidian, contenente importanti collaborazioni con Gianluca Perotti degli Extrema, Claudio Ravinale dei Disarmonia Mundi e Tomas Lindberg di Nightrage e At the Gates. Nello stesso anno, insieme agli stessi Nightrage, ha aperto i concerti del tour europeo degli Mnemic.
In seguito hanno condiviso il palco con Ozzy Osbourne, Korn, Megadeth, Black Label Society, Type O Negative, Every Time I Die, As I Lay Dying, Deathstars, Bleeding Through, Caliban, The Haunted, Parkway Drive, Bury Your Dead, Throwdown, 36 Crazyfists, Neaera, Shai Hulud, Graveworm, Hatesphere, Bring Me the Horizon, Suicide Silence e Comeback Kid.
Il nuovo album, intitolato Mothra, registrato ai Planet Red Studios di Richmond, VA, USA, dal produttore Andreas Magnusson (The Black Dahlia Murder, Oh Sleeper, We were Gentlemen, The Agony Scene, Haste the Day, Spitfire, Dufresne, Municipal Waste) e masterizzato da A.Douches (Converge, Mastodon, Killswitch Engage) vede la partecipazione di Mike Terry, cantante dei Bury Your Dead e di Matthew Rudzinski dei Killwhitneydead. Qualche mese dopo l'uscita di "Mothra"al chitarrista Nicolas Milanese è stata diagnosticata una leucemia acuta e, sconfitta la malattia, è arrivata un'inspiegabile recidiva neurologica il che non ha permesso al chitarrista di "maneggiare"il suo strumento. Tuttavia la band non ha mai dichiarato uno scioglimento ufficiale ma solo una lunga pausa forzata.

## Formazione

### Formazione attuale
- Alberto Zannier - voce
- Manuel Gianella - chitarra
- Nicolas Milanese - chitarra
- Ivo Boscariol - basso
- Tommaso Corte - batteria

### Passata
- Ivan Odorico - chitarra, 2002-2008

## Discografia

### Album in studio
- 2005 - My Own Private Armageddon, Tribunal Records
- 2006 - My Own Private Armageddon, Scarlet Records, with bonus tracks and Video clip
- 2007 - Obsidian, Scarlet Records, feat T.Lindeberg (At the gates, The Great Deceiver, Disfear) e GL Perotti (Extrema)
- 2009 - Mothra, Scarlet Records, feat Mike Terry (Bury Your Dead) e Matthew Rudzinski (Killwhitneydead)

### Demo
- 2002 - Demo 2002

### Video
- Insomniac
- Fuel For My Hatred